# John Hartley (tenista)
John Thorneycroft Hartley (9 de janeiro de 1849 — 21 de agosto de 1935), foi um tenista britânico. Conquistou 2 títulos de Grand Slam de tênis, ambos no Torneio de Wimbledon: em 1879, venceu Vere St. Leger Goold por 6-2 6-4 6-2, e em 1880 venceu Herbert Lawford por 6-3 6-2 2-6 6-3. Conseguiu também o vice-campeonato em 1881 perdendo na final para William Renshaw por 6-0 6-1 6-1.

## Grand Slam finais

### Simples (2 títulos, 1 vice)
| Resultado | Ano  | Campeonato | Oponente             | Placar             |
| --------- | ---- | ---------- | -------------------- | ------------------ |
| Campeão   | 1879 | Wimbledon  | Vere St. Leger Goold | 6–2, 6–4, 6–1      |
| Campeão   | 1880 | Wimbledon  | Herbert Lawford      | 6–3, 6–2, 2–6, 6–3 |
| Campeão   | 1881 | Wimbledon  | William Renshaw      | 0–6, 1–6, 1–6      |